# 岩井町 (横浜市)
岩井町（いわいちょう）は神奈川県横浜市保土ケ谷区の町名。丁番を持たない単独町名である。住居表示未実施区域。

## 地理
保土ヶ谷区の南部で西区と南区の境界付近に位置し、東に南区清水ケ丘と西区元久保町、西に瀬戸ケ谷町、南に南太田と永田東、北に帷子町、北東に保土ケ谷町、北西に西久保町と接している。
町の北部にJR横須賀線保土ケ谷駅があり、その西口と、東側の国道1号沿いに商店街が形成される。国道と線路の間にはかつてパイオラックスの本社ビルがあった。西口には7階建の駅ビルや中高層ビルが立ち並び、市街地として整備されている。駅東口から国道を挟んだ向かいにはバスターミナルやUR保土ケ谷駅前ハイツ、県税事務所があり、その南側は町域の約8割を占める標高30～40mの台地となる。横浜清風高等学校前から駅に向かって下る坂は古道「かなざわかまくら道」で、道沿いの臨済宗建長寺派福聚寺には十返舎一九の弟子の五返舎半九の墓がある。坂の上では尾根道と交差し、角には横浜市の登録文化財の北向地蔵がある。尾根道の南側は通称「岩井原」と呼ばれる住宅地で、横浜市立岩井原中学校、横浜市立富士見台小学校も立地する。町の東端には聖隷横浜病院があり、保土ケ谷駅との間には東隧道を通る路線バスが運行されている。町の南端の南区との区境近くは清水ケ丘公園の敷地の一部となり、首都高速神奈川3号狩場線がかすめる。西端は環状1号（横浜市主要地方道84号保土ヶ谷宮元線）が南北に通る。

## 歴史
保土ケ谷駅東口付近には、1932年（昭和7年）ごろには浅野セメントの砂の採掘場があった。その跡地に、1949年（昭和24年）4月に国立横浜少年鑑別所が業務を開始した。1972年（昭和47年）4月に港南区の横浜刑務所隣接地に移転し、跡地は1982年（昭和57年）竣工の保土ケ谷駅前ハイツおよび東口バスターミナルとなっている。

### 沿革
- 古くは久良岐郡に属した[9]。
- 元禄14年（1701年） - 橘樹郡に所属変更[9]。
- 1940年（昭和15年）11月1日 - 岩間上町の一部から岩井町を新設設置[10]。
- 1944年（昭和19年）2月22日 - 南区南太田町、永田町との境界の調整[11]。
- 1969年（昭和44年）10月1日 - 行政区再編成に伴い旧保土ケ谷区を廃止し、新たに保土ケ谷区へ編入[12]。
- 1977年（昭和52年）8月1日 - 西区元久保町との境界の調整[13]。
- 1995年（平成7年）10月16日 - 南区南太田町の廃止により一部を編入[14]。

## 世帯数と人口
2025年（令和7年）6月30日現在（横浜市発表）の世帯数と人口は以下の通りである。
| 町丁   | 世帯数    | 人口    |
| ------ | --------- | ------- |
| 岩井町 | 3,885世帯 | 6,928人 |

### 人口の変遷
国勢調査による人口の推移。
| 年                 | 人口  |
| ------------------ | ----- |
| 1995年（平成7年）  | 7,494 |
| 2000年（平成12年） | 7,430 |
| 2005年（平成17年） | 7,371 |
| 2010年（平成22年） | 7,368 |
| 2015年（平成27年） | 7,423 |
| 2020年（令和2年）  | 7,587 |

### 世帯数の変遷
国勢調査による世帯数の推移。
| 年                 | 世帯数 |
| ------------------ | ------ |
| 1995年（平成7年）  | 3,214  |
| 2000年（平成12年） | 3,323  |
| 2005年（平成17年） | 3,486  |
| 2010年（平成22年） | 3,718  |
| 2015年（平成27年） | 3,746  |
| 2020年（令和2年）  | 4,020  |

## 学区
市立小・中学校に通う場合、学区は以下の通りとなる（2024年11月時点）。
| 番地                                                | 小学校                 | 中学校               |
| --------------------------------------------------- | ---------------------- | -------------------- |
| 1〜33番地                                           | 横浜市立保土ケ谷小学校 | 横浜市立岩崎中学校   |
| 34〜63番地、124番地 140〜143番地、160〜174番地      | 横浜市立富士見台小学校 | 横浜市立岩崎中学校   |
| 64〜123番地、125〜139番地 144〜159番地、175番地以降 | 横浜市立富士見台小学校 | 横浜市立岩井原中学校 |

## 事業所
2021年（令和3年）現在の経済センサス調査による事業所数と従業員数は以下の通りである。
| 町丁   | 事業所数  | 従業員数 |
| ------ | --------- | -------- |
| 岩井町 | 308事業所 | 4,119人  |

### 事業者数の変遷
経済センサスによる事業所数の推移。
| 年                 | 事業者数 |
| ------------------ | -------- |
| 2016年（平成28年） | 317      |
| 2021年（令和3年）  | 308      |

### 従業員数の変遷
経済センサスによる従業員数の推移。
| 年                 | 従業員数 |
| ------------------ | -------- |
| 2016年（平成28年） | 3,848    |
| 2021年（令和3年）  | 4,119    |

## 交通

### 鉄道
- 東日本旅客鉄道（JR東日本）横須賀線・湘南新宿ライン
  - 保土ケ谷駅

### 道路
- 国道1号

## 施設
- 横浜清風高等学校
- 横浜市立岩井原中学校
- 横浜市立富士見台小学校
- 聖隷横浜病院

## その他

### 日本郵便
- 郵便番号 : 240-0023[3]（集配局：保土ヶ谷郵便局[24]）

### 警察
町内の警察の管轄区域は以下の通りである。
| 番・番地等 | 警察署         | 交番・駐在所                 |
| ---------- | -------------- | ---------------------------- |
| 全域       | 保土ケ谷警察署 | 保土ケ谷橋交番（岩間町交番） |

※保土ケ谷橋交番が移転建て替えのため、期間中は上記の交番にて対応。